# コロンビア特別区首都警察

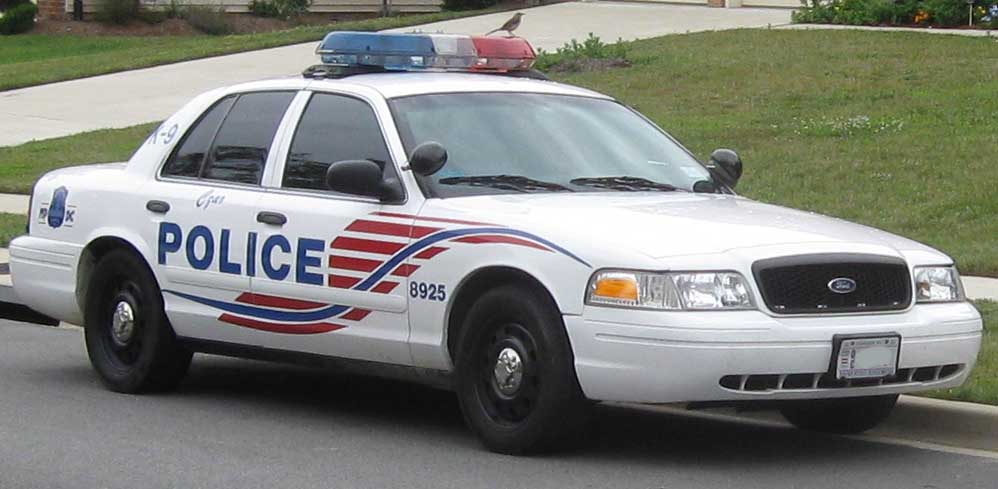
MPDのパトロールカー。

コロンビア特別区首都警察（コロンビアとくべつくしゅとけいさつ、英語: Metropolitan Police Department of the District of Columbia、略称: MPDまたはMPDC、通称: DC警察）は、アメリカ合衆国ワシントンD.C.を管轄する首都警察である。2014年現在、約3,900人の警察官と約400人の文民職員を擁し、米国内の自治体警察の中では6番目に大きな規模を持つ。管轄区域の面積は177km2、人口は672,228人である。合衆国議会警察や合衆国公園警察とは、管轄地域が一部競合している。
所在地：ワシントンD.C.インディアナ通り300番北西（ヘンリー・J・デーリービルディング）

## 任務
DC警察はワシントンD.C.を第一に管轄する警察である。パトロール及び犯罪捜査のような一般的な警察サービスを市民に提供するだけでなく、大統領と連邦議会を警護する任務も負っている。ワシントンD.C.を中心に活動している多様な連邦公安警察を補完する役割も果たしている。また、コロンビア特別区という特殊な行政地区を管轄する警察であることから、通常は郡警察や州警察、連邦警察が扱うような業務も処理しており、区政下に置かれながらも連邦当局の下で活動している。
DC警察は法の下で区域内の道路を封鎖することが許可された唯一の警察であり、アメリカ合衆国大統領の警護も担っている。そういったことから、DC警察は大統領専用車の車列が特別区内に入ってくるときは常にこれを先導し、そして、特定の状況下では、特別区の外でも地元の警察と協力して車列を先導する。米国シークレットサービスとも緊密に連携して、大統領の車列が通る経路を計画したり、大統領とその一家、アメリカ合衆国副大統領、そして、ワシントンD.C.を訪問中の要人やVIPのための警護サービスを提供したりするほか、外国の大使館をも保護する。
DC警察は様々な連邦警察機関に支援されており、第一には合衆国議会警察や合衆国公園警察（USPP）、アメリカ合衆国シークレットサービス制服部隊（USSSUD）である。第二には特別区の法律の下、DC警察は特別区内で活動する32の警察機関との間で相互援助することで合意している。また、連邦捜査局 (FBI) にも、証拠収集及び特別捜査班による捜査を行う為に支援を受けており、これらの機関は、特別区の為の郡保安官の機能を発揮する連邦保安官局とも緊密に連携している。更に、DC警察はワシントン首都圏交通局を保護する為に、コロンビア特別区、メリーランド州、バージニア州内に管轄権を持つメトロ警察とも協働している。

## 歴史
コロンビア特別区の設立を受けて、メリーランド州とバージニア州の警察官が同区をパトロールするように任命されたことに始まる。1802年、独立した警備組織が設置され、警備長と15人の警備員が任務にあたった。1861年8月6日、エイブラハム・リンカーン大統領の個人的な要望により、コロンビア特別区首都警察が正式に組織され、現在に至っている。

## 職員の構成
2014年現在、3,929人の正規警察官と435人の文民支援職員から構成されており、全米10大警察の一つである。歴史的に、他の米国内の警察組織では珍しい存在だった頃から、アフリカ系アメリカ人の警察官を多く雇用してきたことで知られる。1968年には、組織全体に占めるアフリカ系アメリカ人警察官の割合は25%に上り、1970年には35%に達した。
2014年の時点では、職員の55%がアフリカ系アメリカ人、34%が白人、8%がヒスパニック、3%がアジア人だった。男女の構成比は男性が77%、女性が22%となっている。